# Circuit intégré 7447

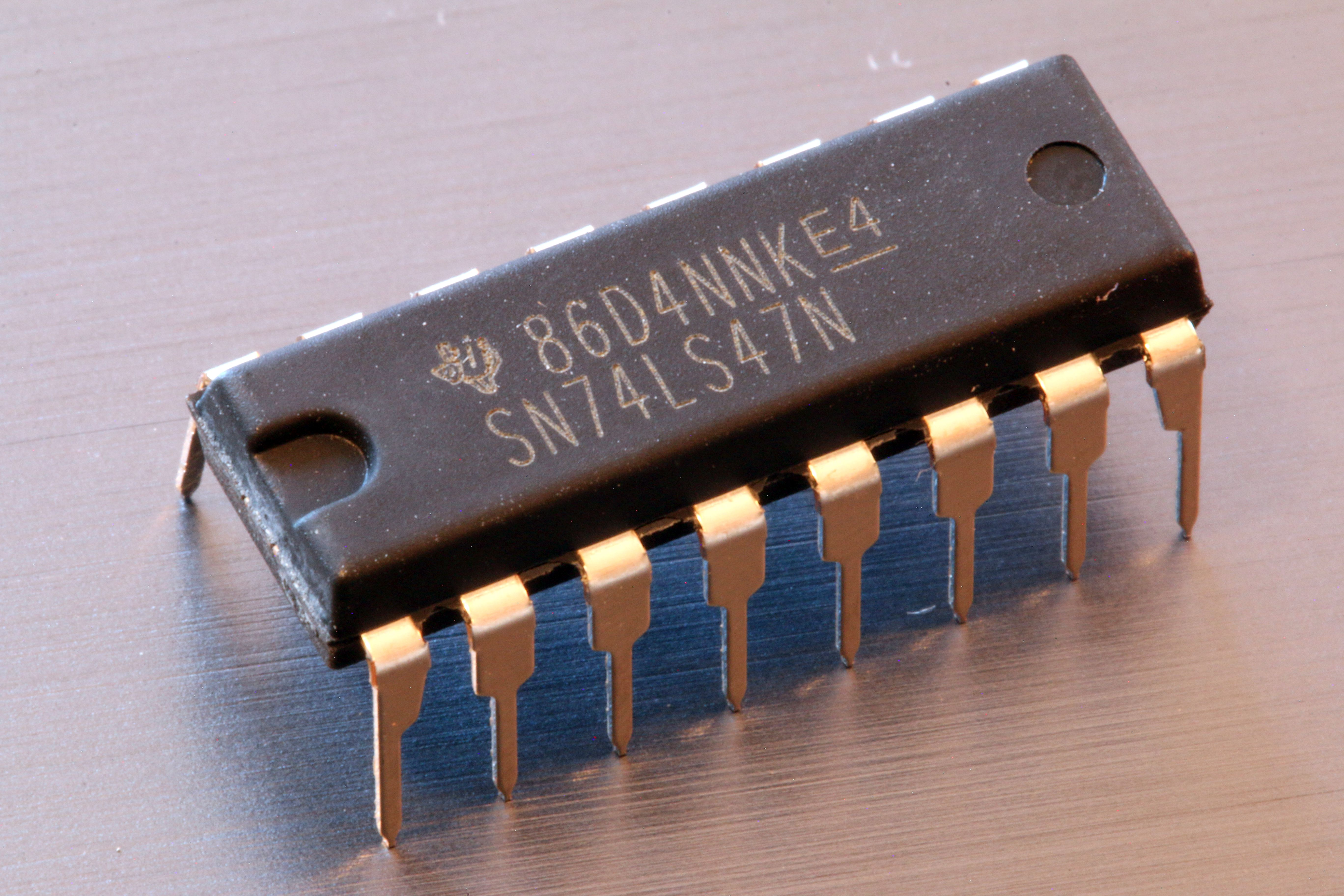
Circuit intégré 7447 (Texas Instruments SN74LS47N)

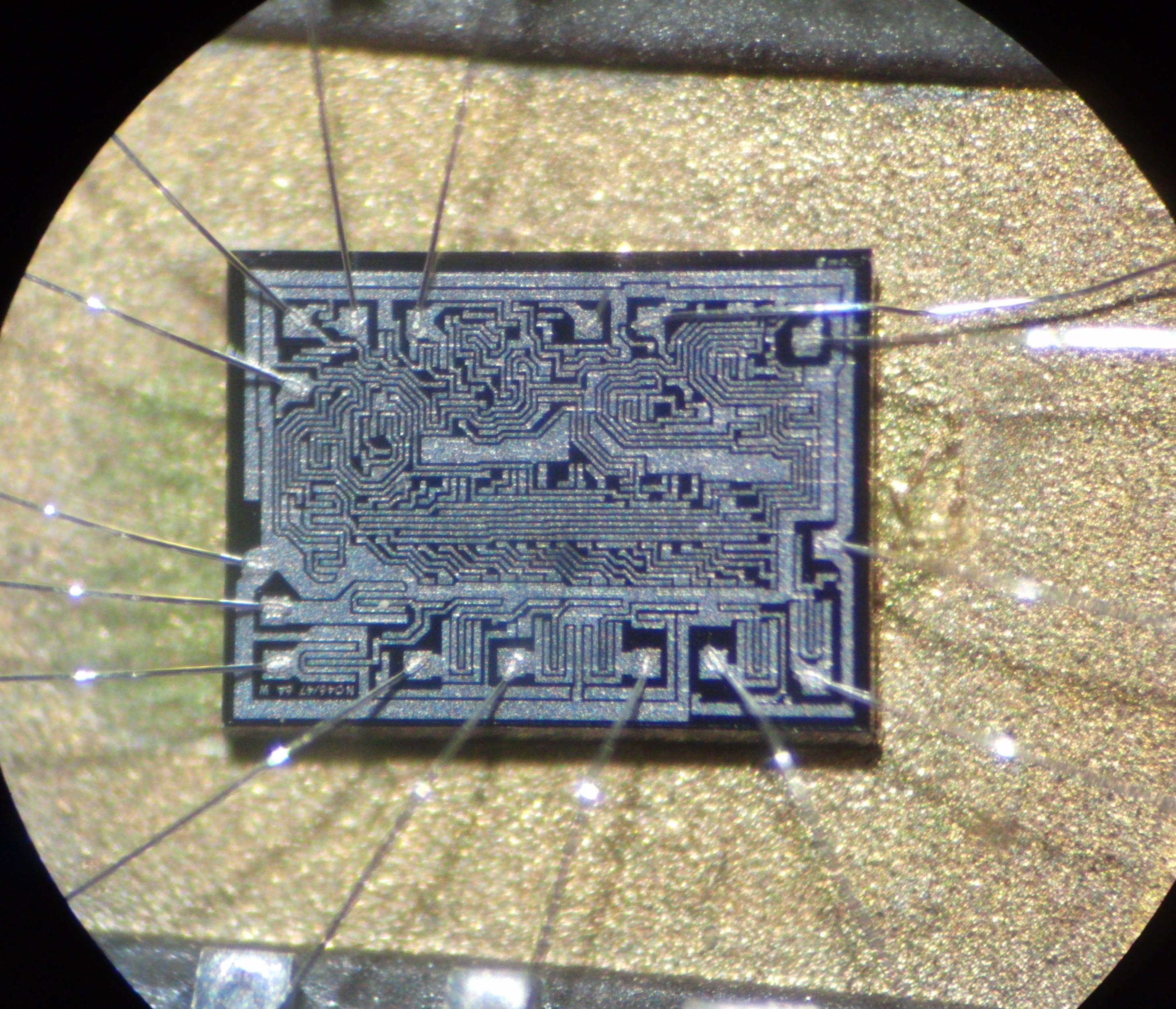
Die d'un Fairchild 7447A

Le circuit intégré 7447 fait partie de la série des circuits intégrés 7400 utilisant la technologie TTL.
Ce circuit est un décodeur BCD à 7 segments avec une sortie à collecteur ouvert d'une protection de 15 volts.